# Pericopsis elata
Pericopsis elata là một loài rau đậu thuộc họ Fabaceae.
Nó được tìm thấy ở Cameroon, Cộng hòa Congo, Cộng hòa Dân chủ Congo, Bờ Biển Ngà, Ghana, and Nigeria.